# Nicola Legrottaglie
Nicola Legrottaglie (Gioia del Colle, 20 oktober 1976) is een voormalig Italiaans voetballer. Gedurende zijn carriè kwam Legrottaglie uit voor onder meer: AS Bari, AC Pistoiese, AC Prato, Chievo, AC Reggiana, Modena, Juventus, Bologna, AC Siena en AC Milan.
Daarnaast kwam Legrottaglie sinds 2002 zestien keer uit voor Squadra Azzurra - het Italiaanse nationale voetbalelftal - waarin hij één keer scoorde. In 2008 speelde hij tot nu toe zijn laatste interland tegen Oostenrijk in Nice.
Legrottaglie is een uitgesproken evangelist. Zijn favoriete boek is dan ook de Bijbel. Hij zegt dat hij dankzij dit boek de zin van het leven heeft herontdekt en zijn successen in het voetbal heeft behaald. Homoseksualiteit is volgens hem een zonde en hij raadt iedereen aan de Bijbel te lezen.